# يان سميت (أستاذ جامعي هولندي)
يان سميت (بالهولندية: Jan Smit)‏ هو جيولوجي هولندي، ولد في 8 أبريل 1948.